# Трупіал болівійський
Трупіа́л болівійський (Oreopsar bolivianus) — вид горобцеподібних птахів родини трупіалових (Icteridae). Ендемік Болівії. Це єдиний представник монотипового роду Болівійський трупіал (Oreopsar).

## Поширення і екологія
Болівійські трупіали мешкають на південному заході Болівії, в департаментах Кочабамба, Чукісака і Потосі. Вони живуть серед скель та у високогірних чагарникових заростях Анд. Зустрічаються на висоті від 1500 до 2800 м над рівнем моря.